# Chromatomyia saxifragae
Chromatomyia saxifragae är en tvåvingeart som beskrevs av Erich Martin Hering 1924. Chromatomyia saxifragae ingår i släktet Chromatomyia och familjen minerarflugor. Inga underarter finns listade i Catalogue of Life.